# Марченко Вячеслав Станіславович
Мáрченко Вячеслав Станіславович (нар. 10 травня 1973, Миколаїв) ― український науковець, заступник директора Національного антарктичного наукового центра, інженер та водолаз-інструктор. Брав участь у експедиціях на острів Шпіцберген та 25-ій українській антарктичній експедиції. Учасник війни на сході України.

## Життєпис
Народився 10 травня 1973 року в Миколаєві. У 1996 році закінчив кораблебудівний факультет Українського державного морського технічного університету за спеціальністю інженер-механік. У 2006 році — аспірантуру НУ «Києво-Могилянська академія» за спеціальністю «Екологія». В цьому ж році проходив службу в ГУ МВС України в Миколаївській області та балотувався на парламентських виборах 2006 року у складі Громадянського блоку "Пора-ПРП" (№ 116), але не був обраний.
З 2007 по 2012 рік працював у комерційних структурах, займався приватним підприємством. У 2012―2013 роках – був заступником виконавчого директора міжнародного благодійного фонду. У 2013―2014 роках – робота в Національному педагогічному університеті імені М.П. Драгоманова, провідний спеціаліст (інженер), експерт робочої групи з енергозбереження. Разом з колегами розробляв проект «Зелений Університет» (за участі Європейського Інвестиційного Банку).
У 2014 році пішов на фронт у складі добровольчого батальйону «Гарпун», де був заступником командира батальйону. У березні 2016 демобілізував через контузію. Після звільнення працював на посаді заступника голови Державної служби України у справах ветеранів війни та учасників АТО, державний службовець 3 рангу. Також брав активну участь у Помаранчевій революції 2004 року та Революції гідності 2013—2014 років.
З 1 липня 2019 року обіймає посаду заступника директора Національного антарктичного наукового центра. Займається тренуванням та підготовкою водолазів.
Живе та працює у Києві, одружений.

### Наукова діяльність
Брав участь в чисельних дослідницьких наукових проектах по Чорному морю у 2002―2020 роках. Досліджував екологію моря та популяції живих організмів.
Учасник українсько-польської наукової експедиції на о. Шпіцберген в 2009 році, здійснював водолазні роботи. Двічі відвідував Антарктиду у складі сезонного загону 25 УАЕ на українській антарктичній станції «Академік Вернадський» (2020, 2021).

## Нагороди та відзнаки
- медаль «За жертовність і любов до України»
- медаль київського міського голови «Честь. Слава. Держава»
- грамота з відзнакою ЦСО «А» СБУ
- грамоти та подяки